# Немерче (село)
Не́мерче (укр. Немерче) — село на Украине, находится в Мурованокуриловецком районе Винницкой области.
Код КОАТУУ — 0522884605. Население по переписи 2001 года составляет 809 человек. Почтовый индекс — 23450. Телефонный код — 4356.
Занимает площадь 1,501 км².

## Религия
В селе действует Иоанно-Богословский храм Мурованокуриловецкого благочиния Могилёв-Подольской епархии Украинской православной церкви.

## Адрес местного совета
23450, Винницкая область, Мурованокуриловецкий р-н, с. Немерче, ул. Центральная, 1